# Lasalle (Gard)
Lasalle település Franciaországban, Gard megyében. Lakosainak száma 1166 fő (2022. január 1.). Lasalle Colognac, Monoblet, Saint-Bonnet-de-Salendrinque, Sainte-Croix-de-Caderle, Soudorgues, Vabres és Thoiras-Corbès községekkel határos.

## Népesség
A település népességének változása:
| Lakosok száma | 1201 | 1040 | 1007 | 1052 | 1144 | 1153 | 1140 | 1106 | 1093 | 1166 |
|               | 1968 | 1982 | 1990 | 2006 | 2013 | 2015 | 2017 | 2019 | 2020 | 2022 |